# Kurzgesagt - In a Nutshell
Kurzgesagt – In a Nutshell（Kurzgesagt、[ˈkʊərtsɡəzɑːkt]、クルツゲザークト）はPhilipp Dettmerによって2013年に設立されたドイツのアニメーションとデザインのスタジオ。そのYouTubeチャンネルでは、フラットなデザインを使用した教育的なアニメーションコンテンツを公開している。科学、技術、政治、哲学、心理学などのテーマについて議論しており、自然科学から社会科学や人文科学まで扱う。各動画は基本的に5分から10分ほどの長さである。チャンネルの登録者数は、2022年1月現在で1770万人であり、2021年12月4日時点で世界で374番目に多く購読されている。

## 運営
最も重要な価値観として「Quality(品質) > Quantity(量)」を掲げ、2013年には動画ごとに約150時間、2015年は約250時間、2021年には約1200時間を費やしている。
個々の動画に多くのリソースを投資しており（曰く「私達のやっていることは経済的に、まあ、愚かです」）Youtubeだけでは支えきれないため、商業的な動画の制作で生計を立てながら、フルタイムで視聴者のためにコンテンツ制作することを目指してグッズを販売したりPatreonでスポンサーシップを募っている。
英語チャンネルはYouTubeの広告、視聴者からの寄付、助成金、個人のスポンサーシップのみで運営されており、ドイツ語チャンネルは開設にあたりドイツの公共放送ARDとZDFによるオンデマンドサービスのFunkと、2019年のスペイン語チャンネルの開設ではイスラエルのWixとスポンサー契約している。ビル&メリンダ・ゲイツ財団の依頼で動画を制作したこともある。

## 歴史
KurzgesagtのYouTubeチャンネル（英語）は2013年7月9日に作成された。進化論について解説している最初の動画が投稿されたのはこの二日後である。その後の動画も予想以上に多くの人気を集め、同チャンネルは少数の人が暇な時間に作業する程度のプロジェクトから、数多くの従業員を抱えるデザインスタジオになった。
2015年に、Kurzgesagtはビル&メリンダ・ゲイツ財団による依頼により、病気の治療をテーマにした動画を制作した。その後も、財団との協力を度々行っている。
2017年にドイツ語、2019年にスペイン語のチャンネルを開設した。
2020年、新型コロナウイルス感染症の世界的流行についての動画を公開し、注目を集めた。
2022年にアラビア語、フランス語、ヒンディー語、日本語、韓国語、ポルトガル語のチャンネルを開設した。
2024年6月、Toukana Interactiveと提携し、「Star Birds」というビデオゲームを作成することを発表。2025年のリリースを予定している。

## 名称
名称はドイツ語のkurz gesagt（IPA: [ˈkʊɐ̯ts gəˈzaːkt]、クルツ ゲザークト）から来ている。直訳は、「短く語った」である。日本語に意訳すると「要するに」であり、英語では「in a nutshell」である。
2015年から、タイトルに表示される名称が「Kurzgesagt」から「In a Nutshell - by Kurzgesagt」に変更された。2016年に再び変更され、「Kurzgesagt - In a Nutshell」となった。
日本語チャンネル名は「世界をわかりやすく」。